# Астрагал висунський
Астрагал висунський (Astragalus visunicus) — вид квіткових рослин з родини бобових (Fabaceae).

## Біоморфологічна характеристика
Це трав'яниста багаторічна рослина 10–15 см заввишки. Прилистки 9–12 мм завдовжки. Листки 8–15(18) см завдовжки з 10–15(18) парами лопатчасто-довгасто-яйцеподібних або довгасто-еліптичних листочків 10–12(15) мм завдовжки, 4–6 мм завширшки; зверху голі, зрідка запушені довгими двороздільними волосками, знизу — густо запушені. Китиці головчасті, багатоквіткові. Чашечка трубчаста, чорноволосиста з домішкою білих волосків, 18–22 мм завдовжки, 5–6 мм завширшки, з лінійними зубцями 5–7 мм завдовжки. Віночок білуватий, довго зберігається біля плодів. Боби овально-яйцеподібні, твердо-шкірясті, 7–12 мм завдовжки (без носика), 7–10 мм завширшки, густо біло-мохнаті, двогнізді. Насіння ниркоподібне, ≈ 2–3 × 2 мм завширшки, гладеньке, буре.

## Умови зростання
Країни зростання: Україна.
В Україні росте дуже рідко на Правобережжі Степу (північнопричорноморський ендемік). Місце знаходження A. visunicus виявлене у середній течії р. Висунь на правому похилому березі, поміж селищами Березнегувате та Висунськ (Миколаївська обл.).